# 亚历山大·尼古拉耶维奇·马克西莫夫
亚历山大·尼古拉耶维奇·马克西莫夫（羅馬化：Aleksandr Nikolayevich Maksimov；1872年8月13日—1941年4月24日）是一位苏联民族志学家，主要研究家庭、宗族和经济的历史。

## 生平
亚历山大·马克西莫夫于1872年8月13日出生于奥廖尔。他加入了由A·I·梁赞诺夫组建的圈子，尽管他并没有立即接受其领导者的马克思主义信条。1894年，他被逮捕并被流放到阿尔汉格尔斯克省。在那里他对民族学产生了兴趣。返回莫斯科后，马克西莫夫被任命为自然科学、人类学和民族志爱好者协会（OLEAE）民族志部主任，并多年来为《民族志评论》撰写书评，赢得了俄罗斯民族志学者的认可和尊重。1900年至1917年间，他发表了多篇论文，攻击进化论关于亲属关系和社会组织发展方式的观点。1919年至1930年，他担任莫斯科国立大学教授，1919年至1935年，担任列宁国立图书馆的目录学家。
马克西莫夫于1941年4月24日在莫斯科去世。